# Élévation ou Communion en ré majeur
L'Élévation ou Communion en ré majeur, op. 147, est une œuvre de la compositrice Mel Bonis, datant de 1928.

## Composition
Mel Bonis compose son Élévation pour orgue d'abord en ré bémol majeur en 1928, puis le second en ré majeur en 1936. L'œuvre est publiée par la Schola Cantorum de Paris en 1936 et rééditée sous le titre « Elevazione » chez Carrara en 1971 et Armiane en 2011.

## Analyse
Mel Bonis avait pour objectif de réunir son Élévation avec son Quasi Andante, op. 152, noté « Deux pièces pour orgue ». L'œuvre est influencée par l'écriture de César Franck. L'œuvre se réfère explicitement à la destination para liturgique dans des célébrations catholique religieuse. La forme est celle du développement continu.

## Sources
- Étienne Jardin, Mel Bonis (1858-1937) : parcours d'une compositrice de la Belle Époque, 2020 (ISBN 978-2-330-13313-9 et 2-330-13313-8, OCLC 1153996478, lire en ligne)